# Las Animas
Las Animas è un centro abitato (city) degli Stati Uniti d'America, situato nella contea di Bent dello Stato del Colorado. Nel censimento del 2000 la popolazione era di 3.898 abitanti.

## Geografia fisica
Secondo i rilevamenti dell'United States Census Bureau, Las Animas si estende su una superficie di 3,3 km².